# 维勒布瓦拉瓦莱特
维勒布瓦拉瓦莱特（法語：Villebois-Lavalette，法語發音：[vilbwa lavalɛt]）是法国夏朗德省的一个市镇，属于昂古莱姆区。

## 地理
维勒布瓦拉瓦莱特（45°28'58"N, 0°16'46"E）面积7.2 平方千米，位于法国新阿基坦大区夏朗德省，该省份为法国西部内陆省份，北起德塞夫勒省和维埃纳省，东临上维埃纳省，东南至多尔多涅省，南至多爾多涅省，西接滨海夏朗德省。
与维勒布瓦拉瓦莱特接壤的市镇（或旧市镇、城区）包括：布朗扎盖-圣西巴尔、居拉、龙斯纳克、香槟和方丹。

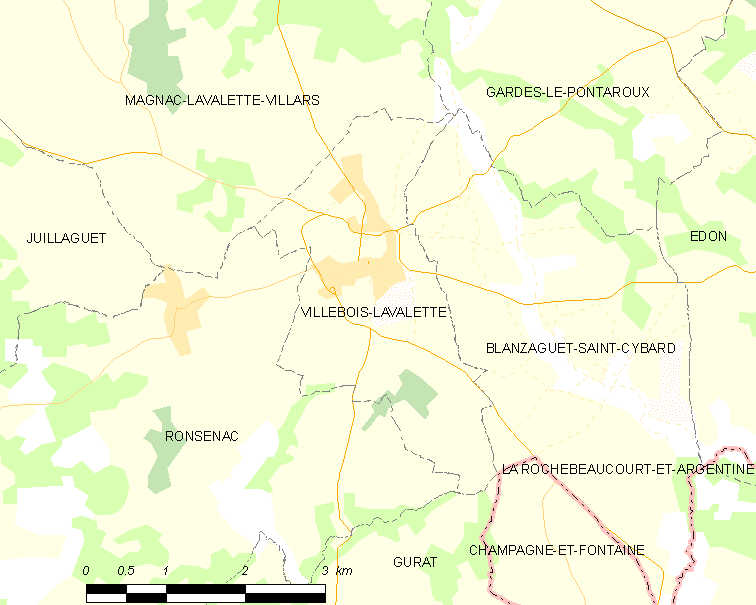
维勒布瓦拉瓦莱特的OSM定位图

维勒布瓦拉瓦莱特的时区为UTC+01:00、UTC+02:00（夏令时）。

## 行政
维勒布瓦拉瓦莱特的邮政编码为16320，INSEE市镇编码为16408。

## 政治
维勒布瓦拉瓦莱特所属的省级选区为蒂德-拉瓦莱特县。

## 人口

1962-2008年间维勒布瓦拉瓦莱特人口变化图示

维勒布瓦拉瓦莱特于2022年1月1日时的人口数量为718人。